# Ferdinand Hannemann
Ferdinand Hannemann (* 18. Januar 1905 in Hamburg; † 14. Dezember 1987 in Berlin) war ein deutscher Politiker (SPD).

## Leben
Ferdinand Hannemann wurde nach seiner Lehre zunächst als Elektriker tätig. Nach dem Zweiten Weltkrieg wurde er Junglehrer, bis er von 1947 bis 1961 Parteisekretär der SPD Berlin war. Im Streit um die Vereinigung der SPD mit der KPD war Hannemann entschieden gegen diese Fusion.
Nachdem Walter Nicklitz 1952 aus dem Abgeordnetenhaus von Berlin ausgeschieden war, rückte Hannemann im Parlament nach. Er war überwiegend im Hauptausschuss tätig. Von 1971 bis 1975 war er Mitglied des Präsidiums des Abgeordnetenhauses. 1975 schied er aus dem Parlament aus.